# Aleksander Drwęcki
Aleksander Drwęcki (ur. 12 grudnia 1921 w Przasnyszu, zm. 26 grudnia 2009 tamże) – nauczyciel, regionalista, publicysta historyczny.

## Życiorys
Aleksander Drwęcki urodził się 12 grudnia 1912 r. w Przasnyszu. W 1936 r. ukończył Szkołę Powszechną w Przasnyszu. W czasie okupacji był żołnierzem AK. Ukończył Liceum Ogólnokształcące w Przasnyszu (1949), Państwowe Liceum Pedagogiczne w Mławie (1950; zaocznie), Studium Nauczycielskie w Warszawie (1958; zaocznie) i Wyższą Szkołę Pedagogiczną w Siedlcach (1978; zaocznie).
Od 1947 nauczyciel szkół przasnyskich, w tym Szkoły Podstawowej nr 1 i nr 3 w Przasnyszu. Pracował także dodatkowo jako dekorator w Powiatowym Domu Kultury i Oficerskim Klubie Garnizonowym przy 64 Pułku Szkolnym, następnie przy 2 Ośrodku Radioelektronicznym w Przasnyszu. W latach 1957–1972 był kierownikiem Ośrodka Metodycznego przy Szkole Podstawowej nr 1 w Przasnyszu. Pełnił też funkcję wizytatora metodyka Wydziału Oświaty i Wychowania w Przasnyszu. Był organizatorem i wykonawcą Izby Pamięci Nauczycielskiej w Przasnyszu. Od 1983 przebywał na emeryturze.

W 2003 r. został uhonorowany "Przaśnikiem", nagrodą Towarzystwa Przyjaciół Ziemi Przasnyskiej. W tym samym roku Wielka Kapituła Orderu Podkowy Szczęścia odznaczyła go "Srebrną Podkową Szczęścia". Wieloletni członek Zarządu Powiatowego Związku Nauczycielstwa Polskiego i prezes lokalnego ZBOWiD. Laureat wielu konkursów o tematyce regionalnej. Dokumentował dzieje najnowsze Przasnysza i okolic, zgromadził ogromną ilość relacji i archiwaliów, dotyczących ruchu oporu i oświaty w Przasnyszu. Zasłużył się również w dziele upamiętniania miejsc walk i męczeństwa. Jedna z ulic Przasnysza jest nazwana jego imieniem. W 2007 r. został odznaczony medalem Stanisława Ostoi-Kotkowskiego, który wręczył mu poseł Roman Nowicki, mówiąc:

Za szlachetne i piękne życie, za serce oddane ziemi przasnyskiej, za książki przywracające pamięć o martyrologii mieszkańców Przasnysza i okolic.Podpisujemy się pod tymi słowami i dodajemy ogromne dziękuję.

Zmarł 26 grudnia 2009 r. Miał 88 lat, został pochowany 28 grudnia 2009 r. na cmentarzu w Przasnyszu, spoczął obok swojej żony.

## Ordery, odznaczenia i wyróżnienia
- Krzyż Kawalerski Orderu Odrodzenia Polski
- Medal Komisji Edukacji Narodowej
- Srebrny Medal za Długoletnią Służbę
- Odznaka „Zasłużony Działacz Kultury”
- Złota Odznaka ZNP
- laureat wielu konkursów o tematyce regionalnej
- nagroda Przaśnika – 2003
- odznaczenie "Srebrna Podkowa Szczęścia" – 2003
- medalem Stanisława Ostoja-Kotkowskiego w kategorii Medal Honorowy – 2007

## Ważniejsze publikacje
Dokumentował przez wiele lat dzieje najnowsze Przasnysza i okolic, zgromadził ogromną ilość relacji i archiwaliów dotyczących ruchu oporu i oświaty w Przasnyskiem. Zasłużył się również w dziele upamiętniania miejsc walk i męczeństwa. Był autorem lub współautorem kilkunastu książek oraz kilkudziesięciu artykułów prasowych zamieszczanych m.in. w „Tygodniku Ostrołęckim” i „Ziemi Przasnyskiej”. Kilka prac opublikował w „Zeszytach Naukowych” Ostrołęckiego Towarzystwa Naukowego, którego był członkiem od chwili założenia. Ważniejsze jego publikacje:

- Pamięci tych, którzy żyli z nami, 1987 (z K. Parszewskim)
- Działalność Polskiej Organizacji Wojskowej w powiecie przasnyskim, 1994
- Zbrodnia w Starych Jabłonkach pod Ostródą, 1994
- Zbrodnia na grzebowisku końskim, 1994
- Ofiary totalitaryzmu na ziemi przasnyskiej, 1994
- Przasnyska KOP, 1994
- Mord zakładników w Krzynowłodze Małej, 1994
- Martyrologia społeczeństwa powiatu przasnyskiego w latach wojny i okupacji, 1995
- Bitwa oddziału partyzanckiego AK „Łowcy” pod Szlą, 1995, ISBN 83-86122-60-9
- Zarys dziejów oświaty w powiecie przasnyskim, 1997, ISBN 83-86122-22-6
- Monografia Publicznej Szkoły Podstawowej nr 1 w Przasnyszu (1918-1998), 1998, ISBN 83-86122-36-6
- Dzieje ochotniczych straży pożarnych w powiecie przasnyskim 1881-2001, 2002, ISBN 83-913873-1-3
- Cmentarz parafialny w Przasnyszu, 2003, ISBN 83-913873-6-4
- Pierwsze organizacje konspiracyjne, 2003
- Kurierskimi i nauczycielskimi drogami (wspomnienia), 2008
- Związek Walki Zbrojnej i Armia Krajowa w Przasnyskim, 2009, ISBN 978-83-919248-7-7